# San Francisco 49ers 2004
La stagione 2004 dei San Francisco 49ers è stata la 55ª della franchigia nella National Football League.. La squadra giungeva da una stagione con un record di 7-9 ma scese a un disastroso 2-14, il peggiore della propria storia, assieme a quello della stagione 2016. A fine anno, il capo-allenatore Dennis Erickson fu licenziato.

## Draft 2004
| Giro | Scelta | Giocatore        | Ruolo | College     |
| ---- | ------ | ---------------- | ----- | ----------- |
| 1    | 31     | Rashaun Woods    | WR    | Oklahoma St |
| 2    | 46     | Justin Smiley    | G     | Alabama     |
| 2    | 58     | Shawntae Spencer | CB    | Pittsburgh  |
| 3    | 77     | Derrick Hamilton | WR    | Clemson     |
| 4    | 127    | Richard Seigler  | LB    | Oregon St   |
| 6    | 188    | Andy Lee         | P     | Pittsburgh  |
| 7    | 217    | Cody Pickett     | QB    | Washington  |

## Partite

### Stagione regolare
| Turno | Data               | Avversario              | Risultato          | Punteggio          | Record             | Pubblico           |
| ----- | ------------------ | ----------------------- | ------------------ | ------------------ | ------------------ | ------------------ |
| 1     | 12/9               | Atlanta Falcons         | S                  | 21–19              | 0–1                | 65,584             |
| 2     | 19/9               | at New Orleans Saints   | S                  | 30–27              | 0–2                | 64,900             |
| 3     | 26/9               | at Seattle Seahawks     | S                  | 34–0               | 0–3                | 66,709             |
| 4     | 3/10               | St. Louis Rams          | S                  | 24–14              | 0–4                | 66,696             |
| 5     | 10/10              | Arizona Cardinals       | V                  | 31–28 (DTS)        | 1–4                | 62,836             |
| 6     | 17/10              | at New York Jets        | S                  | 22–14              | 1–5                | 78,189             |
| 7     | Settimana di pausa | Settimana di pausa      | Settimana di pausa | Settimana di pausa | Settimana di pausa | Settimana di pausa |
| 8     | 31/10              | at Chicago Bears        | S                  | 23–13              | 1–6                | 62,054             |
| 9     | 7/11               | Seattle Seahawks        | S                  | 42–27              | 1–7                | 64,423             |
| 10    | 14/11              | Carolina Panthers       | S                  | 37–27              | 1–8                | 63,618             |
| 11    | 21/11              | at Tampa Bay Buccaneers | S                  | 42–27              | 1–9                | 65,234             |
| 12    | 28/11              | Miami Dolphins          | S                  | 24–17              | 1–10               | 66,156             |
| 13    | 5/12               | at St. Louis Rams       | S                  | 16–6               | 1–11               | 65,793             |
| 14    | 12/12              | at Arizona Cardinals    | V                  | 31–28 (DTS)        | 2–11               | 35,069             |
| 15    | 18/12 (Sab)        | Washington Redskins     | S                  | 26–16              | 2–12               | 65,710             |
| 16    | 26/12              | Buffalo Bills           | S                  | 41–7               | 2–13               | 63,248             |
| 17    | 2/1                | at New England Patriots | S                  | 21–7               | 2–14               | 68,756             |